# Burg Warnsberg
Die Burg Warnsberg, auch Burg Wernsberg genannt, ist die Ruine einer Höhenburg bei Lich im Landkreis Gießen in Hessen.

## Lage
Die Burgruine befindet sich am nördlichen Rand der Stadt Lich auf einem kleinen, von einer breiten, zum Teil mit Wasser gefüllten Senke umgebenen Hügel, dem 240 m ü. NN hohen Breuerberg. Auf einem Kupferstich von Wilhelm Dilich aus dem Jahr 1591 und in der Topographia Hassiae des Matthäus Merian von 1655 ist die Burg noch zu sehen.

## Geschichte
Wahrscheinlich wurde die Burg in der Mitte des 12. Jahrhunderts von Eberhard Waro von Hagen-Arnsberg, dem zweiten Sohn des Konrad II. von Hagen-Arnsberg erbaut. Sie diente dem Schutz eines Wetterüberganges und in Verbindung mit den Burgen Rodenscheid und Westwich der Siedlung und späteren Stadt Lich. Die Burg war wohl nur kurze Zeit im Besitz des Erbauers, da dieser nach Heusenstamm in der Nähe von Offenbach zog. Ab 1160 war die Burg mit Burgmannen besetzt. Bei einer Fehde gegen Philipp VI. von Falkenstein (Falkensteiner Fehde) wurden Lich und die Burg Warnsberg belagert und erobert. Im Jahre 1377 war sie an Gerlach von Trohe verpfändet. 1420 wurde sie noch urkundlich erwähnt, mit dem weiteren Ausbau der Burg Lich verlor sie zunehmend an Bedeutung und verfiel.

## Anlage

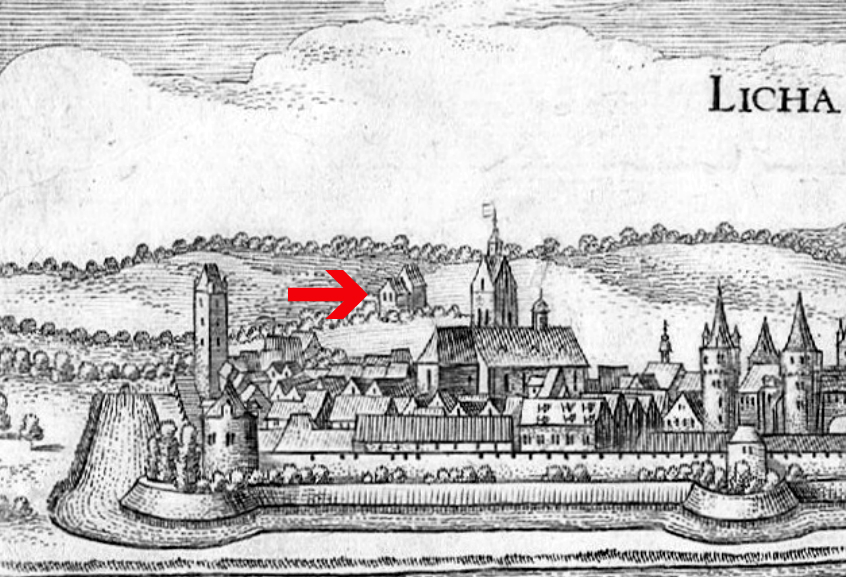
Burg Warnsberg in der Topographia Hassiae, 1655 (Ausschnitt)

Von der ehemaligen Burganlage, die sich in Privatbesitz befindet, finden sich noch Reste eines Umfassungsgrabens, Mauerreste und ein teilweise eingestürztes Kellergewölbe mit einer Grundfläche von 5 mal 7 Metern. Diese deuten auf einen früheren Wohnturm hin.